# Tỉnh Mino
Tỉnh Mino (美濃國 (Mỹ Nùng Quốc) Mino no kuni) là một tỉnh cũ của Nhật Bản, bao gồm toàn bộ phần phía nam của tỉnh Gifu hiện nay. Tỉnh Mino giáp với Echizen, Hida, Ise, Mikawa, Ōmi, Owari, và  Shinano.
Mặc dù thủ phủ thời xưa của tỉnh nằm ở gần Tarui, lâu đài chính là nằm ở Gifu.

### Ghi chép lịch sử
Trong sáu năm thời Wadō (713): con đường đi qua Mino và tỉnh Shinano được mở rộng vì số lượng người đi lại tăng lên.
Trong thời kỳ Sengoku, Mino-no kuni là một trong những tỉnh đầu tiên dưới quyền cai trị của Oda Nobunaga, và những người thừa tự ông vẫn kiểm soát kể cả sau khi Nobunaga qua đời và  Toyotomi Hideyoshi nắm quyền.
Trận Sekigahara diễn ra ở phía tây tỉnh Nino, gần dãy núi ở giữa vùng Chūbu và vùng Kinki.

## Lưu ý
1. ↑  Titsingh, p. 64.

Bản mẫu:Openhistory